# 721 (szám)
A 721 (római számmal: DCCXXI) egy természetes szám, félprím, a 7 és a 103 szorzata.

## A szám a matematikában
A tízes számrendszerbeli 721-es a kettes számrendszerben 1011010001, a nyolcas számrendszerben 1321, a tizenhatos számrendszerben 2D1 alakban írható fel.
A 721 páratlan szám, összetett szám, azon belül félprím, kanonikus alakban a 71 · 1031 szorzattal, normálalakban a 7,21 · 102 szorzattal írható fel. Négy osztója van a természetes számok halmazán, ezek növekvő sorrendben: 1, 7, 103 és 721.
Középpontos hatszögszám.
A 721 az első szám, ami minden nála kisebb számnál több, 44 különböző szám valódiosztó-összegeként áll elő, ezért erősen érinthető szám. (A238895 sorozat az OEIS-ben)
A 721 négyzete 519 841, köbe 374 805 361, négyzetgyöke 26,85144, köbgyöke 8,96696, reciproka 0,0013870. A 721 egység sugarú kör kerülete 4530,17661 egység, területe 1 633 128,667 területegység; a 721 egység sugarú gömb térfogata 1 569 981 024,9 térfogategység.